# Венский университет ветеринарной медицины

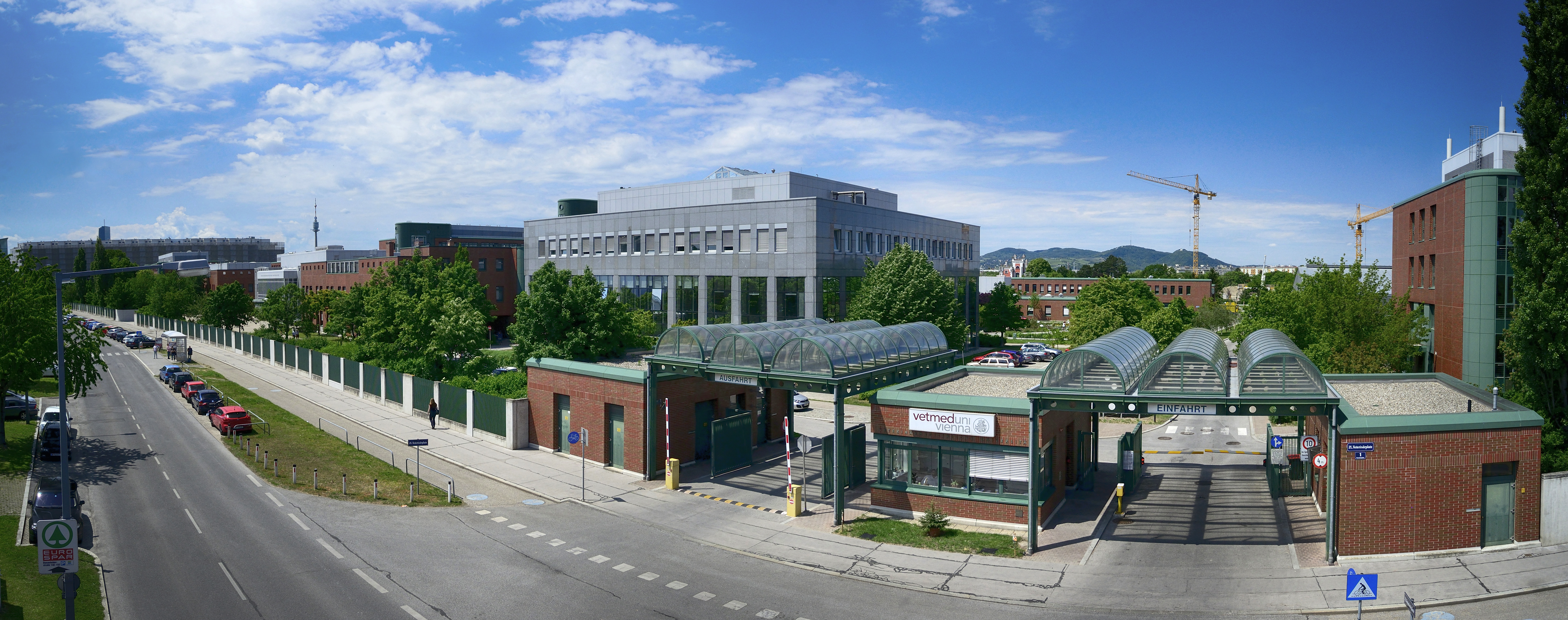
Общий вид университета

Венский университет ветеринарной медицины — высшее учебное заведение в Вене, Австрия. Единственное ветеринарное медицинское, академическое учебное и научно-исследовательское учреждение в Австрии и одновременно старейшее в немецкоязычном регионе — основано в 1765 году императрицей Марией Терезией.

## История
Начал работу в 1767 году как третья в мире школа ветеринарной медицины (после Лиона и Мезон-Альфора) миланцем Людовико Скотти и первоначально называлась Императорской Королевской школой лечения и хирургии лошадей. Около 1800 года Венский институт ветеринарной медицины сыграл центральную роль в создании государственной ветеринарной системы в стране. Будучи изначально единственным учебным заведением в монархии, предполагалось не только обучать практикующих врачей-ветеринаров, чтобы они могли правильно действовать в случае вспышки эпидемии, но и готовить преподавателей для основания других ветеринарных школ в монархии.

## Структура
- Департамент биомедицинских наук
- Кафедра патобиологии
- Кафедра / Университетская клиника сельскохозяйственных животных и ветеринарии
- Отделение / Университетская клиника мелких животных и лошадей
- Кафедра интегративной биологии и эволюции

90 % ветеринаров, работающих в Австрии, учились в Венском университете ветеринарной медицины. 73 %
всех национальных и иностранных выпускников начинали свою профессиональную карьеру в Австрии.
Университет занимается вопросами здоровья животных, а также профилактической ветеринарной медициной, общественным здравоохранением и безопасностью пищевых продуктов. Научные интересы включают создание научных основ благополучия животных, животноводства, защиты животных.
В университете работает около 1550 человек, в настоящее время обучается 2440 студентов. Кампус в Вене — Флоридсдорф имеет пять университетских клиник и самую современную исследовательскую инфраструктуру. Помимо двух научно-исследовательских институтов в венском г.Вильгельминенберге, компания управляет ветеринарной фермой и научным центром Wolf в Нижней Австрии, а также филиалом в Тироле.
В международном рейтинге университет занимает 6-е место среди ветеринарных университетов, в рейтинге Shanghai Ranking 2018 — лидирует среди немецкоязычных университетов.